# Carduus acanthoides
Carduus acanthoides  es un cardo de la familia Asteraceae. Es una especie nativa de Europa y naturalizada en algunas otras partes del mundo, incluso Norte y Sudamérica, Nueva Zelanda y Australia; ausente de las regiones tropicales y subtropicales. Es considerada como planta invasora.

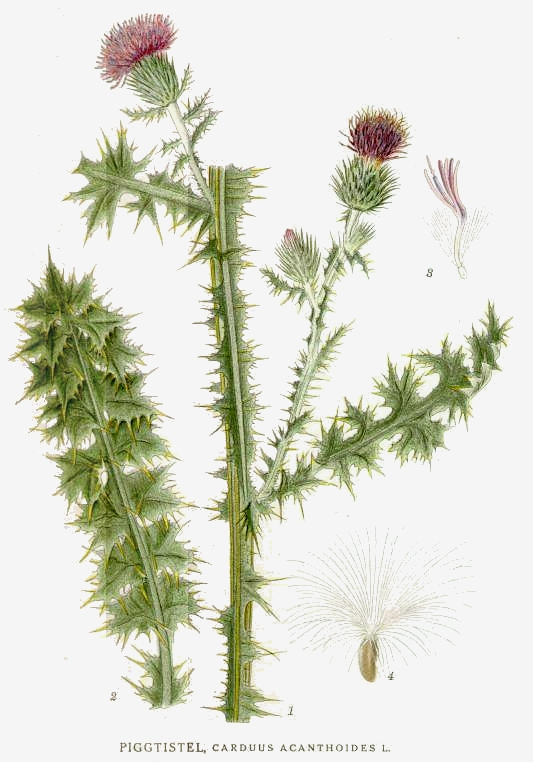
Ilustración

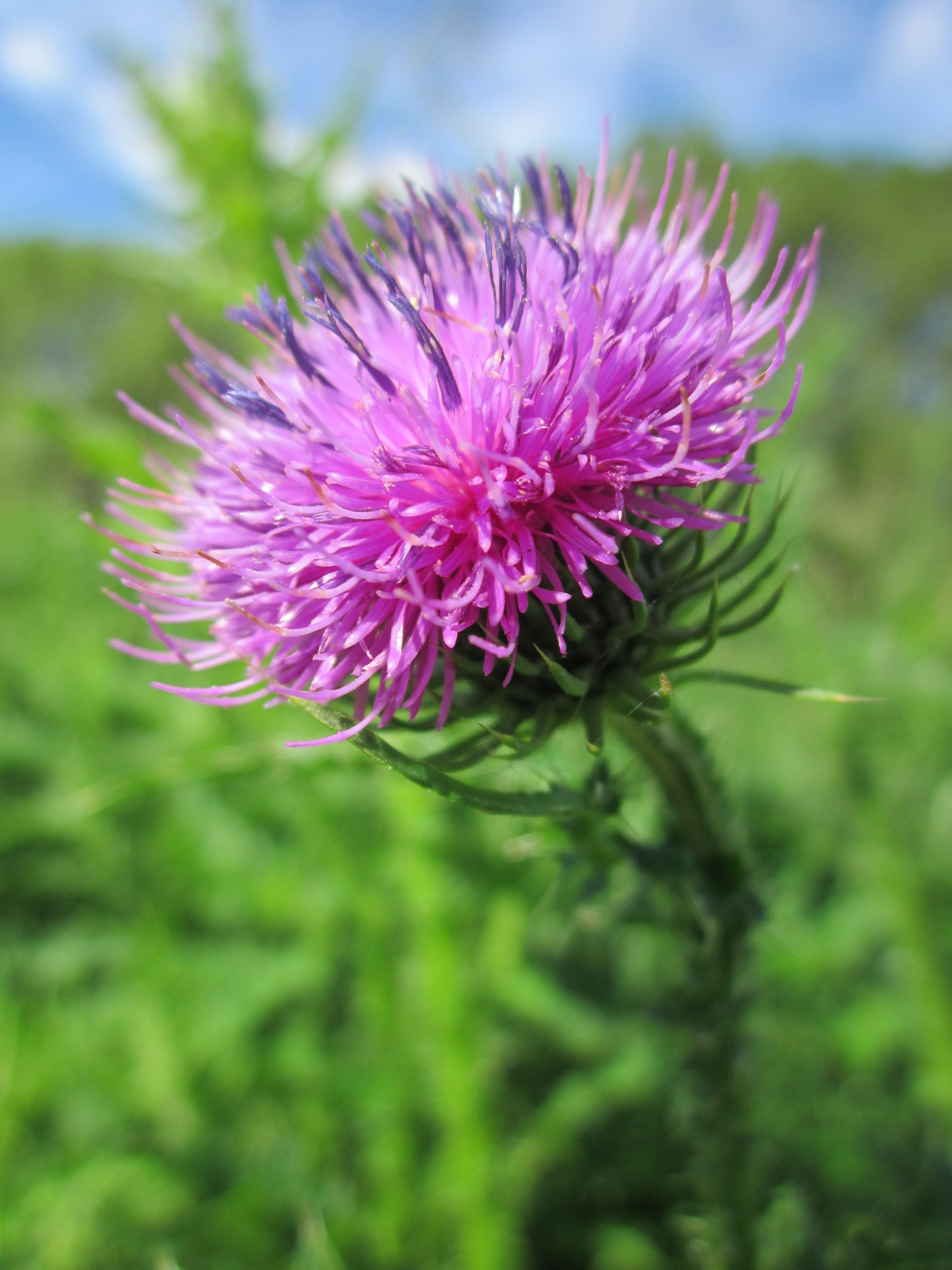
Inflorescencia

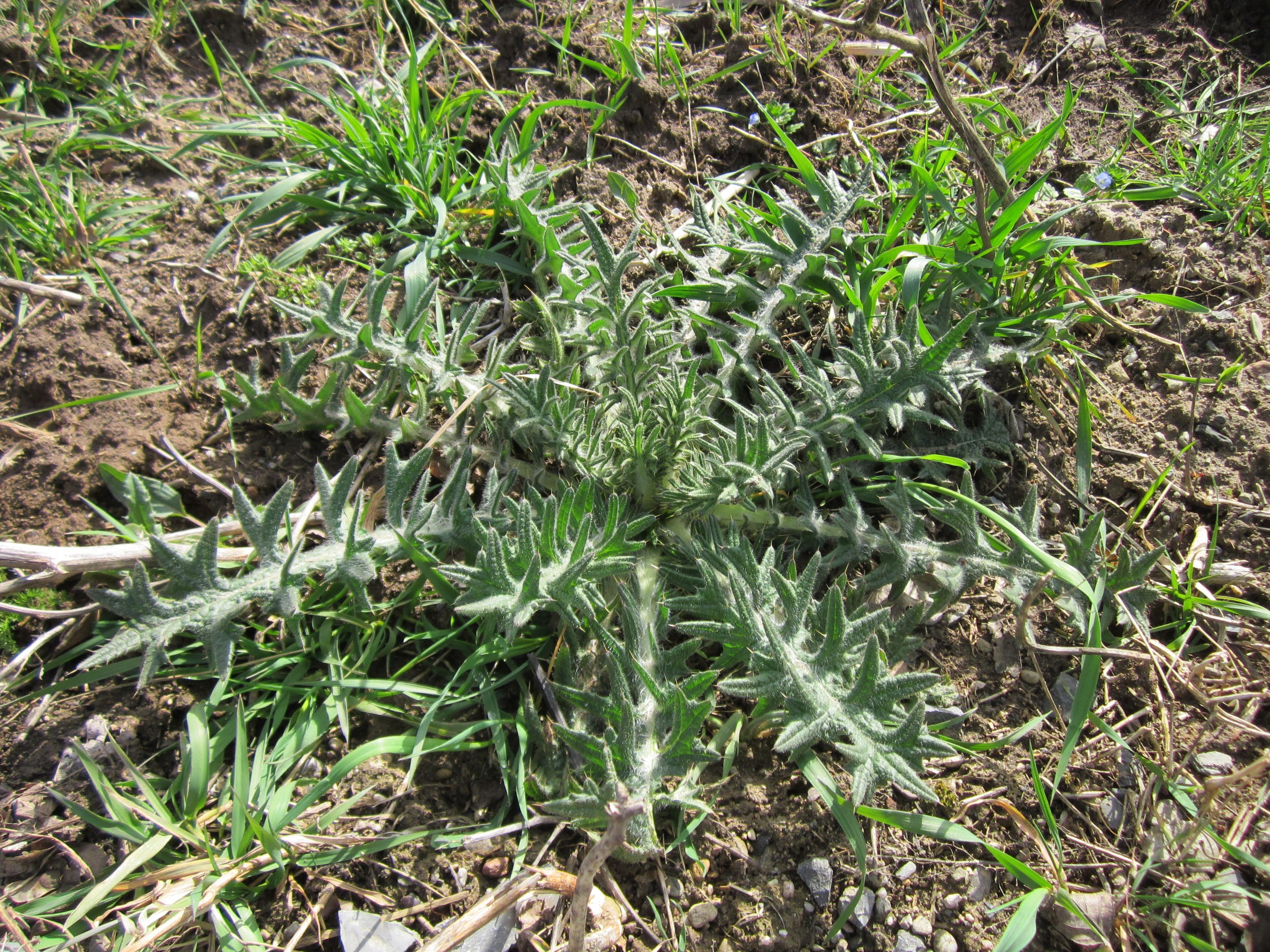
Vista de la planta

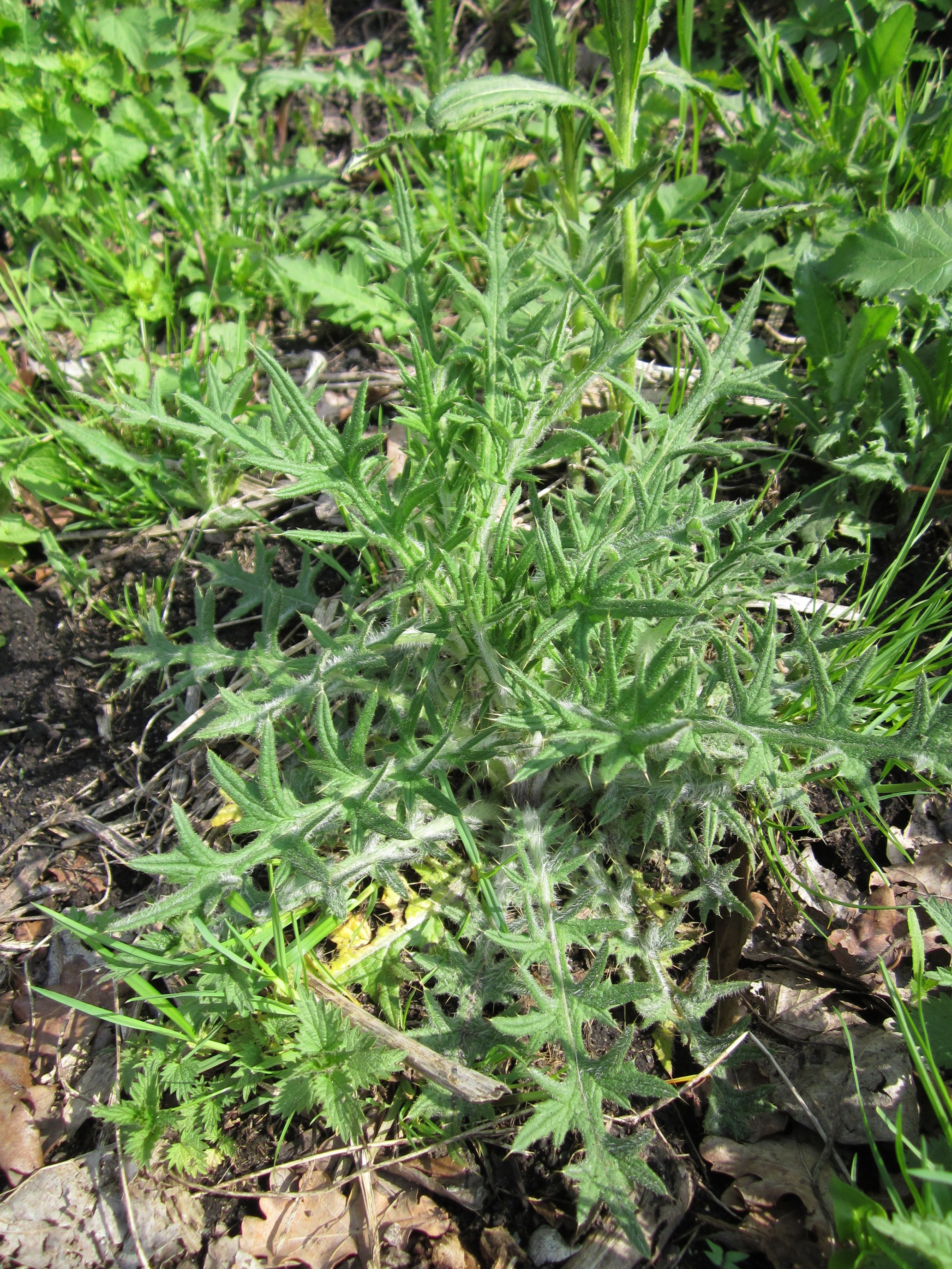
En su hábitat

## Descripción
Alcanza algo más de 2 m de altura, y puede formar extensas masas de vegetación monotípicas. El tallo y follaje son abundantemente espinosos, y a veces lanudos.  Su crecimiento arranca de una roseta basal achatada, del que surgen tallos erectos, con hojas ocasionales, dentadas, arrugadas y espinosas. En el ápice de cada rama hay una inflorescencia con uno o varios capítulos, redondeados, cubiertos de espinas filarias, y flósculos de color púrpura. Es muy parecido al Carduus crispus, con el cual se confunde fácilmente. Difieren por detalles en el tamaño de las espinas de tallo, y la dureza de este último.

## Ecología
A principios del siglo XXI esta especie se ha convertido en el cardo por antonomasia de la región pampeana, siendo la más frecuente y abundante en campos de cultivo y áreas de pastoreo. No ocurría lo mismo en la década de 1930 cuando se podían encontrar especies como Carduus thoermeri, Carduus pycnocephalus, Cynara cardunculus, Cirsium vulgare, Silybum marianum y Carthamus lanatus. Posiblemente fueron introducidas involuntariamente con las primeras colonizaciones europeas del siglo XVIII, ya que Charles Darwin, al visitar la región en 1843, los encontró profusamente en la provincia de Buenos Aires.
A pesar de su extrema sensibilidad al clásico herbicida 2,4-D, sus poblaciones son muy grandes. Como señaló Parodi (1926-1930) a principios del siglo XX era raro en el partido de Pergamino (extremo norte de la provincia de Buenos Aires), desde entonces sus poblaciones se han expandido y es común en campos de pastoreo viejos. En las proximidades de la región, en 1985 en Oliveros (sur de la provincia de Santa Fe) y en 1991 en Zavalla (también en Santa Fe) se liberó el coleóptero Rhinocyllus conicus cuya larva devora los capítulos florales. Sin embargo, las poblaciones de cardos no se vieron afectadas (Molinari, et al. 1994, Feldman 1997) y en 2008, se encontraron extensas poblaciones en vías férreas, caminos abandonados, partes altas de banquinas,  préstamos y áreas baldías.

## Taxonomía
Carduus acanthoides fue descrita por  Carlos Linneo y publicado en Species Plantarum, vol. 2, p. 821, 1753.
Las especies homónimas C.acanthoides Pall. ex M.Bieb., C. acanthoides Huds.,C. acanthoides d'Urv., C. acanthoides Hornem. y C.acanthoides Gren. & Godr. son taxones aún sin resolver.
Etimología
- Carduus: nombre genérico derivado del latín cardŭus, -i, «cardo» en el más amplio de sus sentidos, o sea no solo el género Carduus pero también unas cuantas plantas espinosas de diversas familias (Asteraceae, Dipsacaceae, Umbelliferae...).[6] Parece que el vocablo no tiene origen indoeuropeo, pero más bien de un latín provincial de África del actual Túnez -entonces Cartago- donde se empleaba la palabra cerda, c(h)erda (atestada en un Pseudo Dioscórides como χέρδαν) para designar el Cardo corredor; dicho vocablo tendría un origen bereber o púnico desde una raíz «qrd» con la idea de «pinchar, picar» y evolucionaría hasta un cardus y carduus al mismo tiempo que se ampliaría su uso a otras plantas espinosas.[7] Plinio el Viejo, en su Naturalis Historia (19, 54, 152, 153), empleo el vocablo cardus para designar las alcachofas y los cardos de comer, refiriéndose en particular a los cultivados en Cartago y Córdoba («...carduos apud Carthaginem Magnam Cordubamque...»),[8] en lugar de cǐnăra, más clásico, reforzando el probable origen provincial aludido.
- acanthoides: epíteto latíno que significa "como el género Acanthus".[9]

Sinonimia
- Carduus acuminatus
- Carduus camporum Boiss.
- Carduus crispus Huds.
- Carduus crispus var. litiginosus Gren. & Godr.
- Carduus fortior Klokov
- Carduus martrinii Martrin-Donos
- Carduus medius subsp. martrinii (Martrin-Donos) Kazmi
- Carduus murfatlarii Nyár. & Prodan
- Carduus polyacanthos
- Carduus polyacanthus Schreb.
- Carduus polyanthos Schreb.
- Carduus ruderalis Tausch ex Nyman
- Carduus sinuatus Gilib.
- Carduus thessalus Boiss. & Heldr.
- Carduus velebiticus Borbás[10]